# Катада ибн Диама
Абу аль-Хатта́б Ката́да ибн Диа́ма ас-Саду́си аль-Басри́ (араб. أبو الخطاب قتادة بن دعامة السدوسي البصري‎; 680 — 735 или 736, Васит, Ирак, Омейядский халифат) — исламский учёный-богослов, табиин, хадисовед, толкователь Корана и знаток арабского языка. Ученик сподвижника пророка Мухаммеда Анаса ибн Малика, а также ряда других выдающихся деятелей раннего ислама (Хасан аль-Басри, Джабир ибн Зейд и др.). Автор нескольких трудов о Коране, которые не сохранились до наших дней.

## Биография
Его полное имя: Абу-ль-Хаттаб Катада ибн Ди‘ама [ибн Катада] ибн ‘Азиз [или ‘Укаба] ибн ‘Амр ибн Раби‘а ибн ‘Амр ибн аль-Харис ибн Садус ас-Садуси аль-Басри (أبو الخطاب قتادة بن دعامة [بن قتادة] بن عزيز [عكابة] بن عمرو بن ربيعة بن عمرو بن الحارث بن سدوس السدوسي البصر‎).
Родился в 60 году хиджры (680 год н. э.), по происхождению — араб-бедуин из племени бакр ибн ваиль. Прибыл в Басру будучи ребёнком и прожил там всю жизнь. Был учеником сподвижника пророка Мухаммеда Анаса ибн Малика, а также обучался в Басре у Хасана аль-Басри, Ибн Сирина, Джабира ибн Зейда, в Хиджазе у Саида ибн аль-Мусаййиба, Абу-ль-Алии ар-Рияхи и Ата ибн Абу Рабаха. Многие хадисоведы той поры ставили Катаду выше других учеников Хасана аль-Басри из-за его надёжности и превосходной памяти.
В Басре сформировалась школа Катады, где под его руководством обучались многочисленные ученики. Именно его последователи записывали мнения учителя, который был слепым и не мог делать это самостоятельно.
По сообщению Ибн Улайи, Катада скончался в 118 году по хиджре (736 год н. э.). Согласно Абу Хатиму, он скончался на год раньше, во время эпидемии чумы в Васите в 117 году по хиджре (735 год н. э.).

## Критика
Среди хадисоведов существует разногласие о степени достоверности преданий от Катады ибн Диамы. Сомнения о его статусе существуют со времён Ахмада ибн Ханбала и аль-Хакима ан-Найсабури, который считал, что Катада не встречал ни одного из сподвижников Мухаммеда, за исключением Анаса ибн Малика, жившего в Басре. Такого же мнения о нём придерживались ан-Насаи, Ибн Хайян, ад-Даракутни, ас-Самани, Ибн аль-Асир и Ибн Хаджар аль-Аскаляни. Более того, Ибн Хаджар считал Катаду плодовитым фабрикатором подложных хадисов, но делал исключения для некоторых преданий от него.
Как рассказывал ученик Катады Шуба ибн аль-Хаджжадж, он приказывал записывать всё, что он рассказывал по памяти, и злился, когда кто-нибудь спрашивал об иснаде (цепь рассказчиков) данного предания. Другой его ученик — Хаммад ибн Салама говорил, что Катада стал упоминать имена рассказчиков хадисов после того, как в Басру прибыл Хаммад ибн Абу Сулейман, который использовал такой способ при передаче хадисов. Из этих сообщений становится ясно, что в то время (до начала II века хиджры) терминология хадисов не получила широкого распространения в Басре, Куфе и даже в Хиджазе, в том виде, который был позднее принят в качестве обычной практики среди хадисоведов.
Ещё одним поводом для критики Катады ибн Диамы стала его позиция по вопросу о предопределении (кадар) и отношение к кадаритам. В трудах под общим названием «Табакат аль-му‘тазила» («Поколения мутазилитов») его называли ведущим кадаритским богословом. Согласно этим источникам, многие его учителя были сторонниками кадаритов — Амр ибн Динар, Асим аль-Ахваль, Абдуллах ибн Абу Наджих, Сулейман ибн Абу Муслим, Абдуллах аль-Макки аль-Ахваль, Хасан аль-Басри, Мухаммад ибн Сирин, Саид ибн аль-Мусаййиб, Абу-ль-Асвад ад-Дияли и Тавус ибн Кайсан. К числу кадаритов причисляли и некоторых учеников Катады: Хишама ад-Даствани, Саида ибн Абу Арубу, Хаммама ибн Яхью и др.

## Труды
Труды Катады, посвященные Корану, не сохранилась в полном объёме до наших дней, но его взгляды известны из двух источников: «Тафсира» Абд ар-Раззака ас-Санани (со слов Абу Урвы Маамара ибн Рашида) и «Джами аль-Баяна» ат-Табари (со слов Бишра ибн Муаза, аль-Хасана ибн Яхьи, Мухаммада ибн Абд-аль-Ала и аль-Валида).
Три страницы из труда Катады об отменённых аятах Корана, датируемые 1177 годом сохранились в Александрии и были опубликованы в 1988 году. У ибадитов существует сборник хадисов под названием «Акваль Катада» («Высказывания Катады»), составленный ибадитом Бишром ибн Ганимом (ум. 815). Сборник состоял из семи частей, из которых сохранилось только четыре. Они, веротяно, были переняты у Катады его учеником ар-Раби ибн Хабибом, который является автором самого авторитетного сборника ибадитов — Муснада ар-Раби ибн Хабиба.